# Kassio den tungeløse
Kassio den tungeløse er en ungdomsroman fra 1995, skrevet af Martin Petersen.